# Itaipava Arena Pernambuco
L'Itaipava Arena Pernambuco ou Estádio Governador Carlos Wilson Rocha de Queirós Campos est un stade situé dans la ville de São Lourenço da Mata situé dans la région métropolitaine de Recife dans le Pernambouc au Brésil.

## Histoire
Il atteint une capacité de 46 160 spectateurs. Ce stade sera l'un des 12 enceintes qui accueilleront des matchs de la Coupe du monde de football de 2014.
Son inauguration a eu lieu le mercredi 22 mai 2013 à l'occasion d'un match amical entre le club brésilien de Clube Náutico Capibaribe et le club portugais du Sporting Clube de Portugal (match nul 1-1).

## Événements
- Coupe des confédérations 2013
- Coupe du monde de football de 2014

### Coupe du monde de football de 2014
L'Arena Pernambuco accueille des rencontres de la Coupe du monde de football de 2014.
| Date         | Heure (UTC-3) | Équipe 1      | Équipe 2   | Résultat          | Buteurs                                | Tour                | Affluence |
| ------------ | ------------- | ------------- | ---------- | ----------------- | -------------------------------------- | ------------------- | --------- |
| 14 juin 2014 | 22:00         | Côte d'Ivoire | Japon      | 2 – 1             | Bony, Gervinho - Honda                 | 1er tour, groupe C  | 40 267    |
| 20 juin 2014 | 13:00         | Italie        | Costa Rica | 0 – 1             | Ruiz                                   | 1er tour, groupe D  | 40 285    |
| 23 juin 2014 | 17:00         | Croatie       | Mexique    | 1 – 3             | Perišić - Márquez, Guardado, Hernández | 1er tour, groupe A  | 41 212    |
| 26 juin 2014 | 13:00         | États-Unis    | Allemagne  | 0 – 1             | Müller                                 | 1er tour, groupe G  | 41 876    |
| 29 juin 2014 | 17:00         | Costa Rica    | Grèce      | 1 – 1 (5 - 3 tab) | Ruiz - Sokrátis                        | Huitièmes de finale | 41 242    |

## Galerie

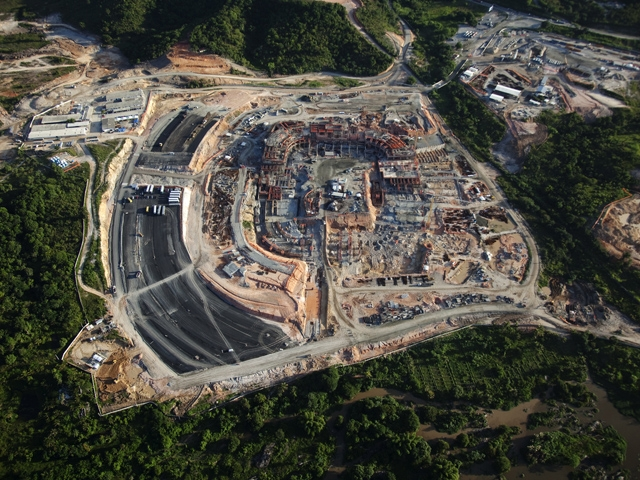
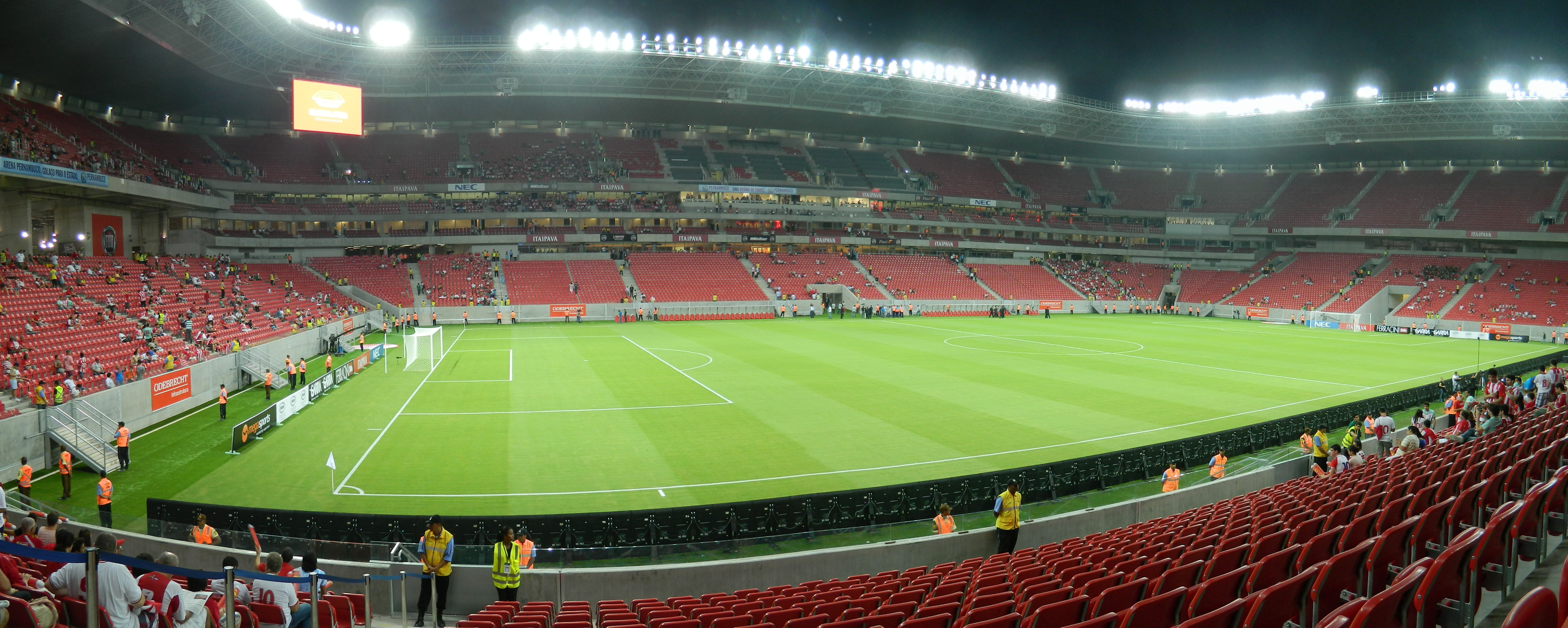
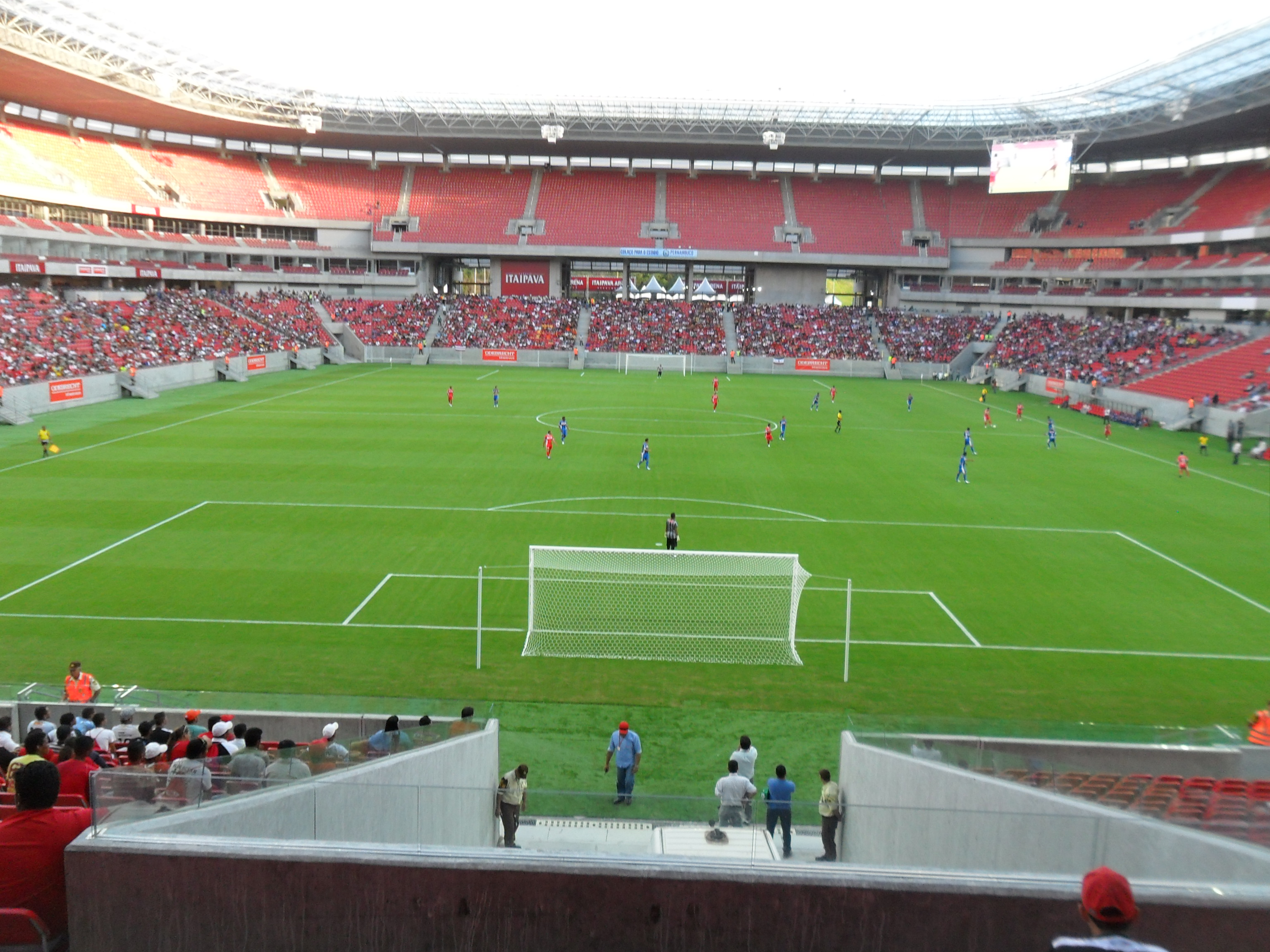
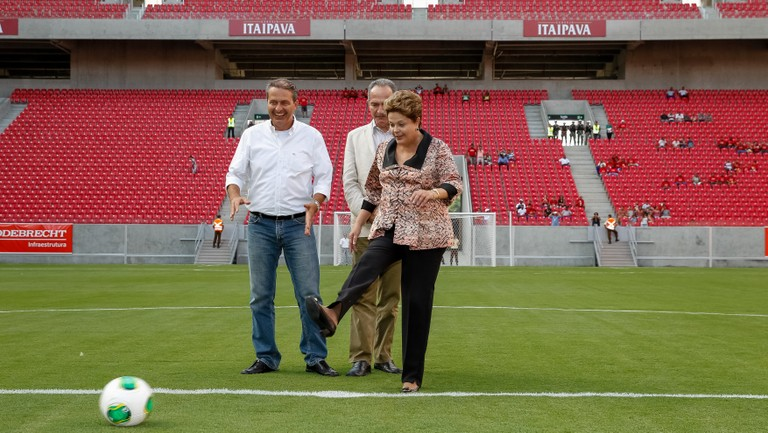
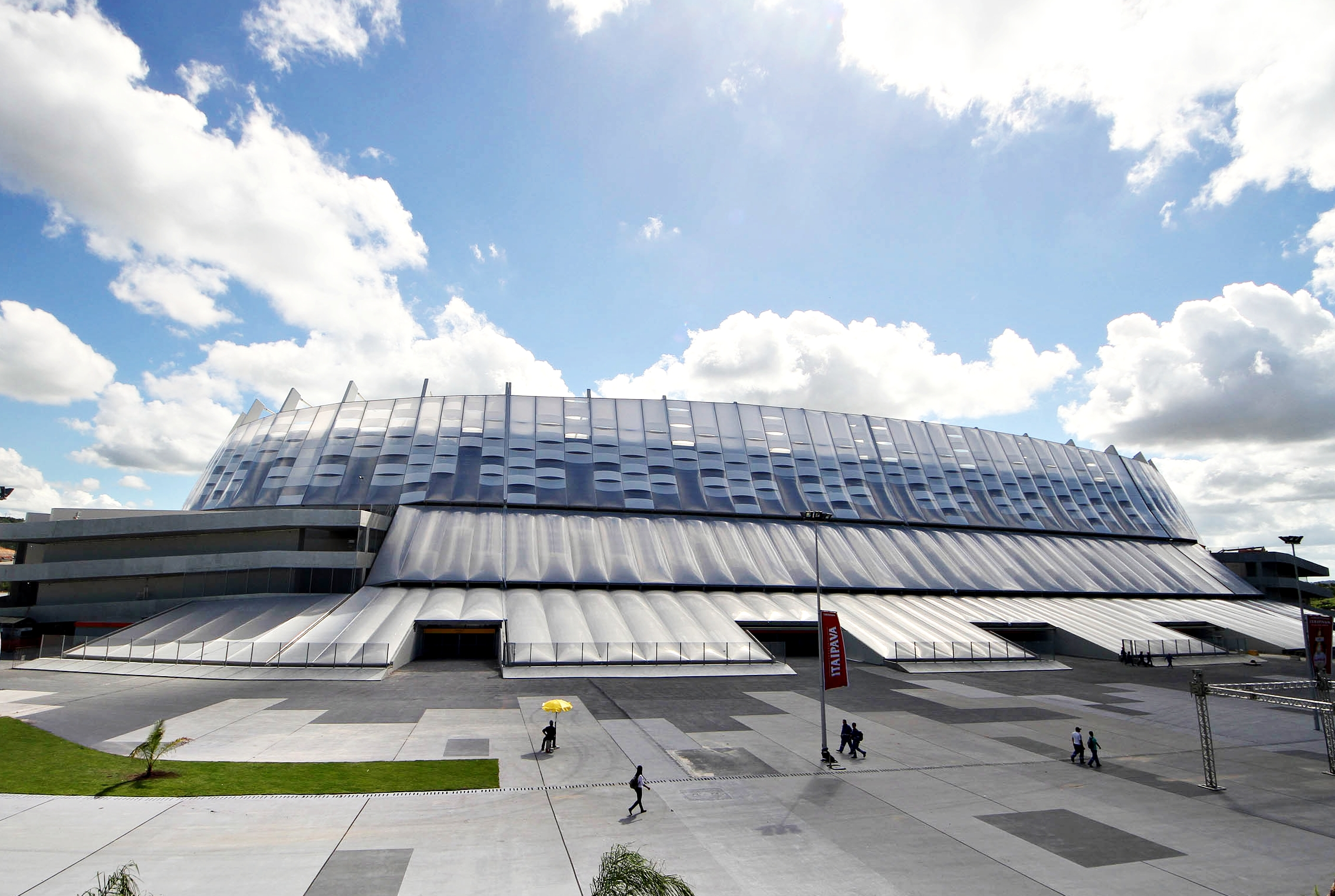